# Paul Halter
Paul Halter (Haguenau, 19 giugno 1956) è uno scrittore francese di libri gialli, specialista di delitti della camera chiusa. Ha creato numerose serie: il suo personaggio più noto è il criminologo Dr. Alan Twist. Halter si ispira dichiaratamente ai grandi maestri del delitto impossibile, come John Dickson Carr e Clayton Rawson.

## Biografia
Nato a Hagenau, in Alsazia, prima di cimentarsi nella scrittura Halter ha svolto diversi lavori: nell'esercito, nelle telecomunicazioni e nel campo della musica. Nel 1986 ha pubblicato, autoprodotto, il suo primo romanzo, La malédiction de Barberousse, ma il primo successo è arrivato l'anno seguente con la vittoria del Prix du Roman Policier nell'ambito del festival di Cognac, per il romanzo La quatrième porte. Nel 1988 ha inoltre vinto il prestigioso Prix du Roman d'Aventures per Le brouillard rouge.

## Opere

### Serie col Dr. Alan Twist e l'Ispettore Capo Hurst
1. La maledizione del Barbarossa (La malédiction de Barberousse, 1986; La Masque n.2240, 1995), Il Giallo Mondadori n.3011, 2010.
2. La quarta porta (La quatrième porte, La Masque n.1878, 1987), Il Giallo Mondadori n.2438, 1995.
3. Le mani bruciate (La mort vous invite, 1988; La Masque n. 1967, 1989), Il Giallo Mondadori n.2560, 1998.
4. La morte dietro la tenda rossa (La mort derrière les rideaux, 1989; La Masque n. 1878, 1987), Il Giallo Mondadori n.2747, 2001.
5. La camera del pazzo (La chambre du fou, La Masque n.1999, 1990), I Classici del Giallo Mondadori n. 990, 2004.
6. Testa di tigre (La tête du tigre, La Masque n.2035, 1991), Il Giallo Mondadori n.2413, 1995.
7. La settima ipotesi (La septième hypothèse, La Masque n.2059, 1991), Il Giallo Mondadori n.3088, 2013.
8. Il demone del Dartmoor (Le diable de Dartmoor, La Masque n.2124, 1993), Il Giallo Mondadori n.3098, 2014.
9. A 139 passi dalla morte (A 139 pas de la mort, La Masque n.2190, 1994), Il Giallo Mondadori n. 2603, 1998.
10. Cento anni prima (L'image trouble, La Masque n. 2215, 1995), Il Giallo Mondadori n.2503, 1997.
11. L'albero del delitto (L'arbre aux doigts tordus, La Masque n.2288, 1996), I Classici del Giallo Mondadori n.1008, 2004.
12. Il gioco del delitto (Meurtre au manoir Tudor, 1997; Meurtre dans un manoir anglais, La Masque n.2409, 1998), trad. di Angelo Petrella, Il Giallo Mondadori n.3173, 2018.
13. Il grido della sirena (Le cri de la sirène, La Masque n. 2378, 1998), Il Giallo Mondadori n.3161, 2017.
14. L'uomo che amava le nuvole (L'Homme qui aimait les nuages, La Masque n. 2414, 1999), Il Giallo Mondadori n.3180, 2019.
15. Fiamme di sangue (L'allumette sanglante, 2000; La Masque n. 2445, 2001), I Classici del Giallo Mondadori n.1160, 2007.
16. La tela di Penelope (La toile de Penelope, La Masque n.2460, 2001), Il Giallo Mondadori n.2800, 2002.
17. La fonte delle lacrime (Les larmes de Sibyl, La Masque n. 2494, 2005), Il Giallo Mondadori n.3192, 2020.
18. I delitti della salamandra (Les meurtres de la Salamandre, La Masque n. 2521 bis, 2009), trad. di Angelo Petrella, Il Giallo Mondadori n.3252, giugno 2025.
19. La corde d'argent, La Masque n.2531, 2010.
20. Le voyageur du passé, La Masque n.2538, 2012.
21. La tomba scomparsa (La tombe indienne, 2013), Il Giallo Mondadori n. 3241, 2024.

### Serie con Owen Burns e Achilles Stock
- 1994, Le roi du désordre
- 1997, Les sept merveilles du crime
- 2001, Les douze crimes d'Hercule
- 2005, La ruelle fantôme
- 2007, La chambre d'Horus
- 2014, Le masque du vampire
- 2019, La montre en or
- 2020, Le mystère du le dame blanche

### Gialli di ambientazione storica
- 1997, Il segreto del Minotauro (Le crime de Dédale), Collana Il Giallo Mondadori n.2617, 1999.
- 1998, L'omicidio di Atlantide (Le géant de pierre), Collana I Classici del Giallo n.1087, 2005.

### Altri romanzi
- 1988, Nebbia rossa (Le brouillard rouge), Collana Il Giallo Mondadori n.2656, 1999.
- 1992, La lettera che uccide (La lettre qui tue), Collana I Classici del Giallo n.951, 2003.
- 1996, Il cerchio invisibile (Le cercle invisible), Collana Il Giallo Mondadori n.2538, 1997.
- 1999, Le mystère de l'allée des Anges
- 2000, Le chemin de la lumière
- 2002, I fiori di satana (Le fleurs de Satan), Collana I Classici del Giallo n.1108, 2006.
- 2004, La tigre borgne
- 2006, Lunes assassines
- 2008, La nuit du Minotaure
- 2009, Le testament de Silas Lydecker
- 2012, Spiral
- 2014, Le Masque du vampyre

### Romanzi brevi
- 1997, La malle sanglante
- 1999, Meurtre à Cognac

### Racconti
- 1988, Danzano i morti nella notte (Les morts dansent la nuit), stampato nel 2000 nel Il Foglio Giallo.
- 1990, La notte del lupo (La nuit du loup), stampato nel 2000 nel Il Foglio Giallo.
- 1991, L'artiste
- 1991, Un rendez-vous aussi saugrenu
- 1992, Ripperomania (Ripperomanie), stampato nel 1999 nel Il Foglio Giallo.
- 1997, L'escalier assassin
- 1998, La marchande de fleurs
- 1998, Il richiamo della sirena (La Lorelei), stampato nel 1999 nel Il Foglio Giallo.
- 1999, Le Clown de minuit
- 1999, La hache, stampato nel 2000 nel Il Foglio Giallo.
- 2000, Le spectre doré